# Groß Köris

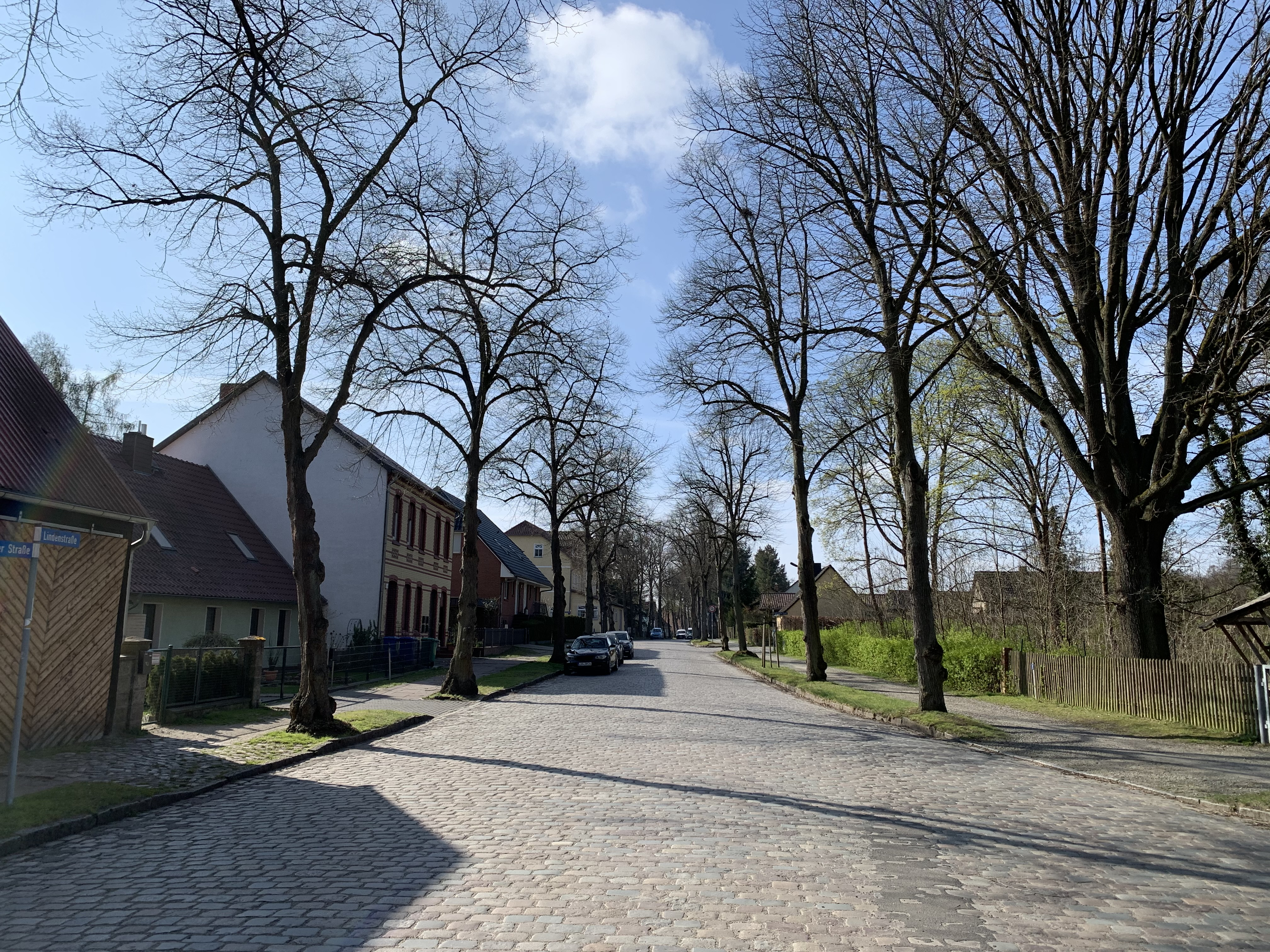
Ortsansicht

Groß Köris ist eine Gemeinde im Landkreis Dahme-Spreewald in Brandenburg. Sie wird vom Amt Schenkenländchen verwaltet.

## Geografie
Die Gemeinde liegt am Schulzensee, Zemminsee, Großen und Kleinen Moddersee, der Gemeindeteil Klein Köris am Klein Köriser See. Im Norden der Gemarkung liegen weiterhin der Kleine Karbuschsee, der Große Karbuschsee, der Diecksee sowie im Nordwesten der Buhrsee, Güldensee und der Kleine und Große Roßkardtsee. Das nordwestlich des Gemeindezentrums liegende Waldgebiet wird durch den Peschkegraben entwässert, der in den Zemminsee mündet.

## Gemeindegliederung
Nach der Hauptsatzung gehören zur Gemeinde Groß Köris der Ortsteil Löpten und der Gemeindeteil Klein Köris sowie die Wohnplätze Am Pätzer See, Am Rohga, Forsthaus Buschmeierei, Forsthaus Löpten, Hammer, Löpten-Nord, Löpten-Süd, Neubrück, Rankenheim und Wilhelminenhofer Weg.

## Geschichte

### Frühzeit bis 17. Jahrhundert
Die Region war bereits nachweislich im 2. bis 5. Jahrhundert besiedelt, wie Ausgrabungen in Klein Köris zeigten. Groß Köris kam im 14. Jahrhundert in den Einflussbereich derer Schenk von Landsberg, die sich in der Region über die Jahrhunderte – von 1330 bis 1717 – einen Machtbereich in der südlichen Mark Brandenburg schufen. Der Ort wurde 1546 als Grossen Kuriß erstmals urkundlich erwähnt. 1624 bestand er aus zehn Hufen, auf denen es acht Kötterhöfe sowie einen Hirten gab. Der Schulze leistete einen Taler und 18 Groschen Abgaben, die Kötter je einen Taler, ebenso der Krüger – demzufolge muss es auch bereits einen Krug gegeben haben. Im Dreißigjährigen Krieg wurde Groß Köris schwer getroffen. 1652 lebten im Ort nur noch drei Bauern und vier Kötter.

### 18. Jahrhundert
Groß Köris erholte sich und so war der Bestand an Wohngebäuden auf 10 Giebel (=Wohnhäuser) im Jahr 1711 angewachsen. Es gab wieder einen Hirten, einen Schäfer sowie vier Paar Hausleute. Sie gaben für die elf Hufen große Gemarkung je vier Groschen Abgaben. Die Linie der Schenken starb 1721 mit Ludwig-Alexander Schenk von Landsberg aus und der Besitz gelangte durch einen Aufkauf Friedrich Wilhelm I. in das preußische Königreich. Es dürfte sich jedoch nur um wenige Kötter und Bauern gehandelt haben, die zu dieser Zeit in Groß Köris in einem Straßendorf lebten. Im Jahr 1743 gab es im Ort 14 „von der Prinzlichen Gesamtkammer egalisierte Einwohner“ und einen Krug. 1752 lebten in Groß Köris zehn Bauern, vier Ganzkötter einschließlich des Krügers, sowie zwei kleine Kötter einschließlich den Schulzen.
Überlieferungen zufolge entstand 1753 nordöstlich des Dorfzentrums – und damit zur Zeit Friedrich II. – der Wilhelminenhof. Daneben entstanden weitere Gehöfte auf der Gemarkung von Groß Köris. Im Jahr 1771 war der Bestand aus 16 Giebel angewachsen. Es gab einen Hirten, 1,5 Paar Hausleute, die 17 Hufen bewirtschafteten und hierfür je vier Groschen gaben. Zur Gemarkung zählten dabei auch vier Hufen, die ursprünglich Löpten zustanden. 1786 erbauten Handwerker auf Anordnung Friedrich Wilhelm II. eine handbetriebene Zugbrücke mit einem Brückenwärterhaus zwischen dem Großen Moddersee und dem Schulzensee.

### 19. Jahrhundert
1801 gab es in Groß Köris 16 Ganzbauern, fünf Büdner, 15 Einlieger und einen Krug. Erstmals erschien auch eine Försterei; der Ort hatte 15 Feuerstellen. 1816 wurde in Groß Köris ebenfalls die Bauernbefreiung durchgesetzt. An Stelle von Naturalabgaben traten nun vorzugsweise Steuern an den preußischen Staat, die die Landwirte und Fischer von Groß Köris entrichten mussten. In dieser Zeit entstanden zu beiden Seiten der Dorfstraße (später Hauptstraße, im 21. Jahrhundert Lindenstraße) um einen Dorfplatz mit einem Krug ihre Gebäude. 1840 existierten im Ort 16 Bauernhöfe und 17 Wohngebäude, in denen insgesamt 249 Einwohner lebten. 1858 bestanden mit Wilhelminenhof 16 Hofeigentümer sowie ein Pächter, die zehn Knechte und Mägde beschäftigten. Außerdem gab es 25 nebengewerbliche Landwirte mit insgesamt 42 Besitzungen. Die größte Besitzung war 353 Morgen groß. 16 weitere waren zwischen 30 und 300 Morgen groß und umfassten zusammen 2453 Morgen. 12 Besitzungen waren zwischen 5 und 30 Morgen groß (zusammen 162 Morgen), 13 weitere unter fünf Morgen. 1860 errichteten Straßenbauer eine erste befestigte Verbindung zwischen Königs Wusterhausen und Märkisch Buchholz, die 1937 zur Reichsstraße und später zur Bundesstraße 179 umbenannt wurde. Im gleichen Jahr gab es im Dorf zwei öffentliche, 41 Wohn- und 44 Wirtschaftsgebäude. Daneben bestand das Forsthaus Groß Köris mit einem Bruckenwärterhaus sowie zwei Wohn- und vier Wirtschaftsgebäuden.
Ab 1869 konnten die Schüler des Ortes in einem eigens dafür errichteten Gebäude unterrichtet werden; zuvor fand der Unterricht in einem Schulgehöft statt, zu dem Überlieferungen zufolge auch ein Kuhstall und ein Schweinestall gehört haben sollen. Eine eigene Kirche gab es hingegen noch nicht. Die Gläubigen mussten einen rund sechs Kilometer langen, sandigen Weg durch den Wald gehen, um zur Heilig-Geist-Kirche nach Teupitz zu gelangen. 1894 bestand der Ort aus dem Dorf, dem Bahnhof, zwei Bahnwärterhäusern sowie dem Gemeindebezirk mit den Wohnplätze Am Pätzersee, Am Rohga, Etablissement Rankenheim, Am Schulzensee, Etablissement Auf dem Ackerplan, Brückenwärteretablissement, Kalkhofen und Wilhelminenhof. Seit 1896 ist Klein Köris über eine Straße mit Groß Köris verbunden. Zuvor bestand nur eine Fährverbindung, die 1930 aufgegeben wurde. Ein Jahr später eröffnete der Bahnhof an der Bahnstrecke Berlin–Görlitz. Die Landwirte konnten nun ihre Produkte mit der Bahn nach Berlin transportieren, ebenso wichtig benötigte Rohstoffe aus der Region wie Holz und Ton. Im gleichen Jahr kam die Villenkolonie Am Großen Karbuschsee sowie das Fischereietablissement Neubrück zum Ort hinzu.

### 20. Jahrhundert

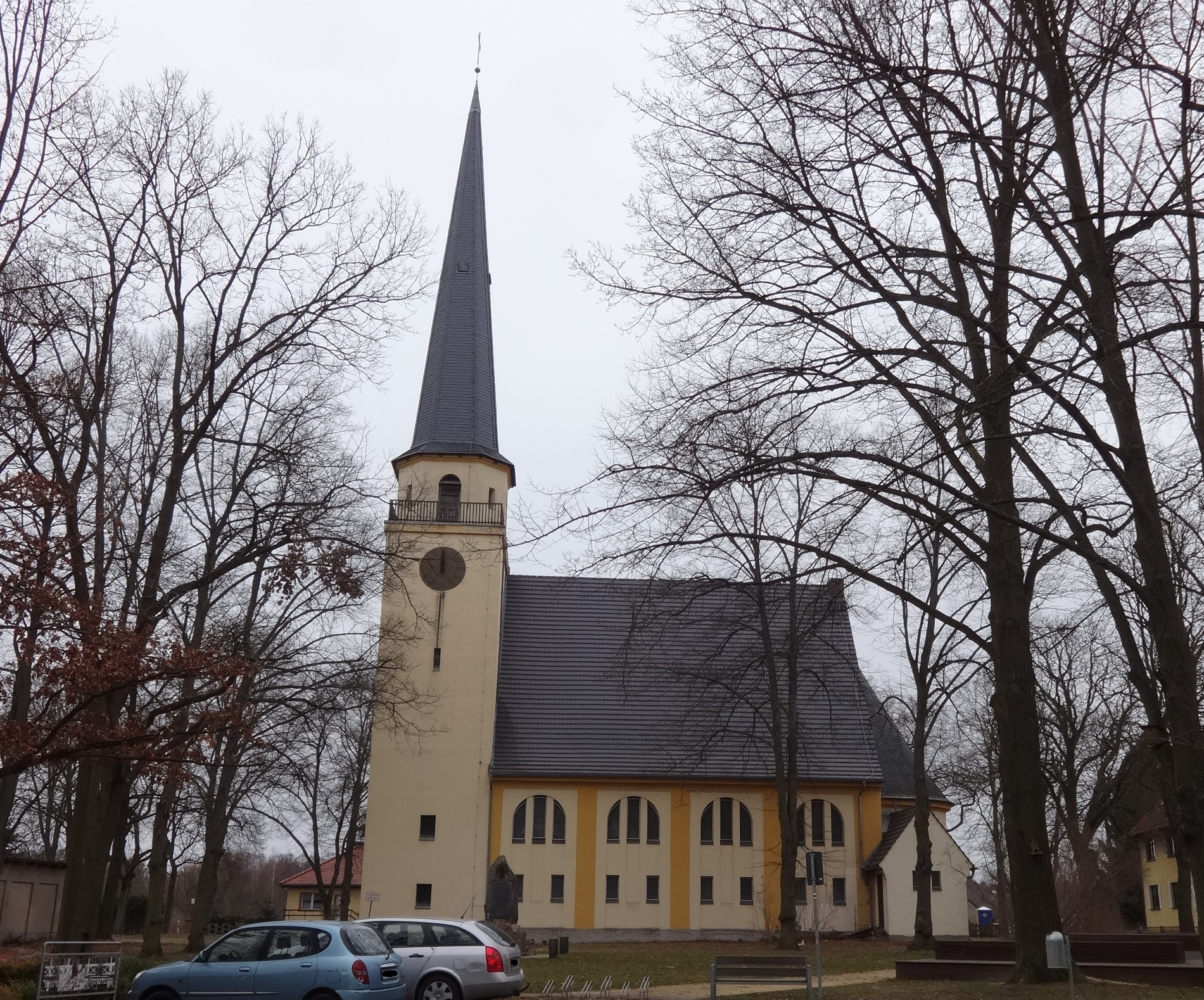
Evangelische Kirche von 1916

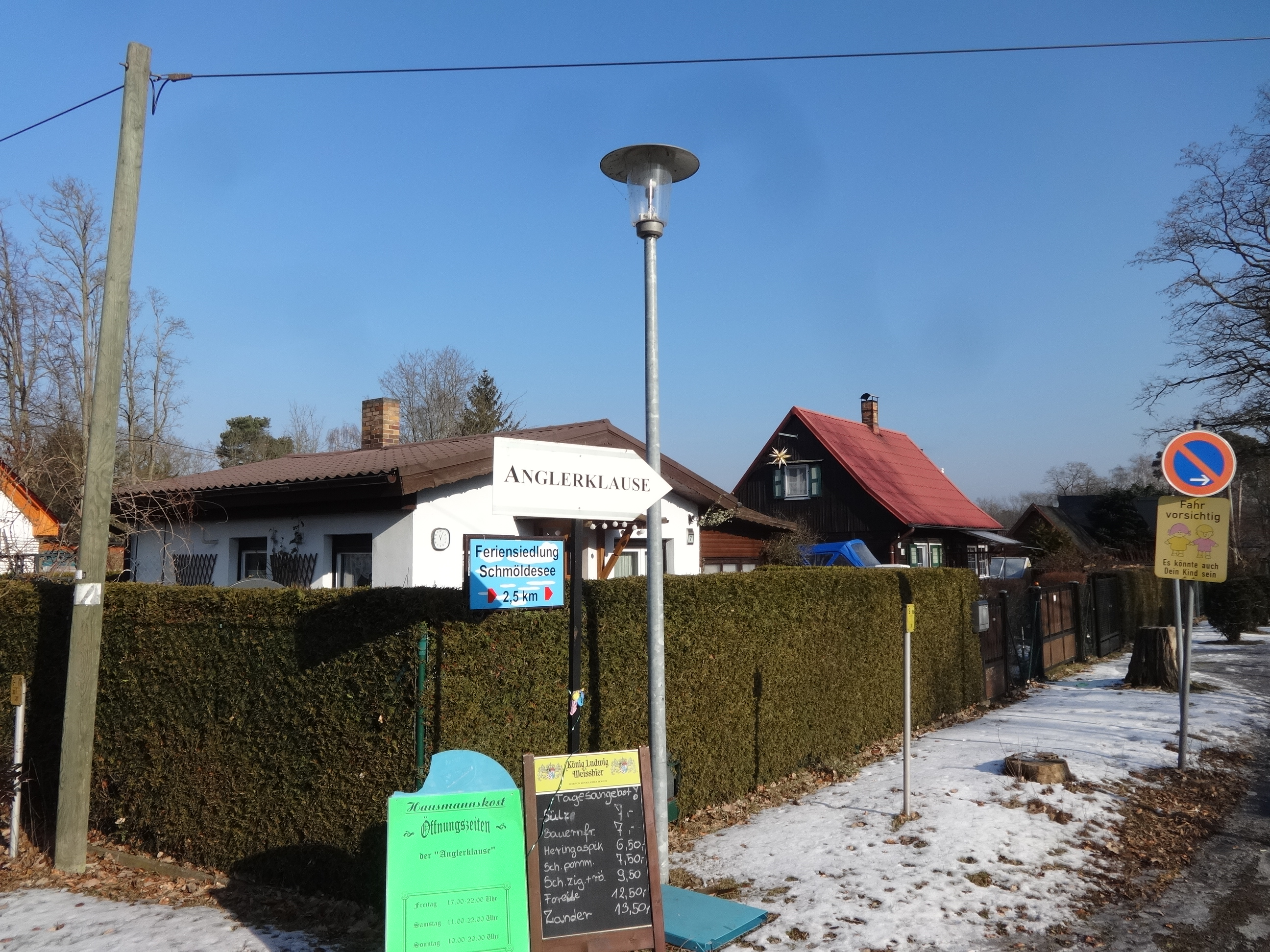
Feriensiedlung Anglersiedlung am Wohnplatz Neubrück, besteht seit 1930

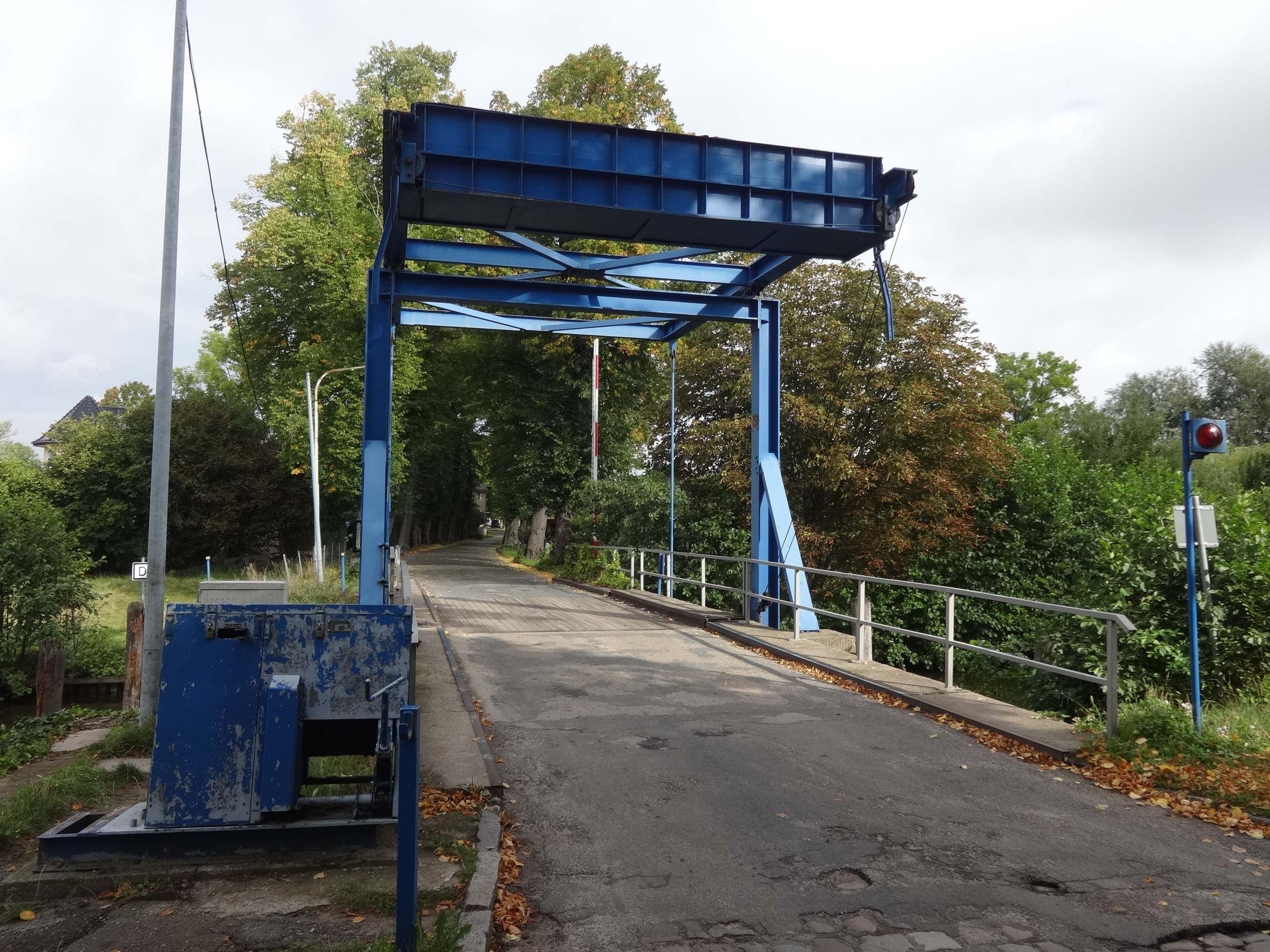
Denkmalgeschützte Klappbrücke aus dem Jahr 1958

Im Jahr bestanden in Groß Köris 86 Häuser; der Bestand wuchs auf 158 Häuser im Jahr 1931 an. Dieser Zeit kamen immer mehr Reisende aus Berlin, die nicht nur die Naherholung am Wochenende suchten, sondern in den Außenbezirken an den Seen repräsentative Villen errichteten. Zu den Neubürgern zählten zum Beispiel die Künstler Josef Kremo und Sylvester Schäffer junior. Neben Künstlern waren es aber auch Wassersportler, die nach 1900 in die Stadt kamen. Es entstanden Gaststätten und Privatunterkünfte für Touristen. Zwischen dem Bahnhofsgebäude und der Zugbrücke wuchsen neue Straßenzüge, an denen sich Gewerbetreibende, Arbeiter und Angestellte, aber auch Rentner niederließen. In den nächsten Jahren eröffneten eine Schneiderei, ein Dachdeckerbetrieb, eine Schmiede und ein Friseurgeschäft. Hinzu kamen eine Bäckerei, fünf Gaststätten und ein Kolonialwarenhandel sowie 1912 eine Bau- und Möbeltischlerei. Bis 1910 wuchs der Bestand so auf 117 Wohngebäude. Der neue Ortsteil rund um die Chausseestraße entwickelte im Gegensatz zu dem dörflich geprägten, älteren Ortskern, eher städtische Züge. Doch auch im historischen Kern siedelten sich immer mehr Handwerker an.
Die Bevölkerung wuchs weiter und damit auch der Wunsch nach einer eigenen Kirche. 1914 – die Postagentur wurde in ein Postamt III. Klasse aufgewertet – begannen daher Handwerker mit dem Bau der Christuskirche. Sie wurde nach Plänen von Georg Büttner vom Architekten Hans Palm im Heimatstil bis 1916 errichtet. Da die königliche Hofkammer es ablehnte, ein Grundstück im königlichen Forst – und damit in der Nähe des historischen Dorfkerns – bereitzustellen, nutze die Gemeinde ein Grundstück südlich der Zugbrücke. Im Zuge der Einweihung wurde der angrenzende Verbindungsweg vom alten in das neue Dorf in Kirchstraße umbenannt. Das Pflaster der Straße im Fischgrätmuster besteht aus gelblichen Mauerziegeln, die in der Region hergestellt wurden. 1919 eröffnete eine Armaturenfabrik. 1921 erhielt der Ort den Anschluss an das elektrische Stromnetz. 1925 – Groß Köris hat nun 158 Wohngebäude – ließ sich ein Zahnarzt, 1931 ein praktischer Arzt im Ort nieder. Zwischen der zweiten Hälfte der 1920er und Anfang der 1930er Jahre entstand zwischen dem Bahnhof und dem Schulzensee eine weitere Wochenendsiedlung, der Sandberg. Das Gelände wurde parzelliert und mehrheitlich an Berliner Bürger veräußert, die dort Lauben und Wochenendhäuser errichten ließen.
1928 wurden etwa 117 Hektar des Gutsbezirk Teupitz Schloss in die Gemeinde Groß Köris eingemeindet. Ein Jahr später kamen Teile aus dem Gutsbezirk Königs Wusterhausener Forst, rund 1081 Hektar der Mochheide, ebenfalls zum Ort. 1932 bestanden Groß Köris die Wohnplätze Rankenheim, Forsthaus Rohga, Bahnhof Teupitz-Groß Köris, Wilhelminenhof sowie die Siedlungen Am Ackerplan, Am Großen Roßkardtsee, Am Güldensee, Am Karbuschsee, Am Kleinen Roßkardtsee, Am Pätzersee und Am Schulzensee. 1936 eröffnete am Schulzensee ein Strandbad mit einer Seebrücke und einem Sprungturm. Zur gleichen Zeit entstanden am Klein Köriser See sowie am Schweriner See einige Campingplätze.
Im Zweiten Weltkrieg wurde der Ort durch Kriegseinwirkungen zum Teil schwer beschädigt: Die Schule brannte im April 1945 ab, deutsche Soldaten sprengten die Zugbrücke. Ein durchgängiger Bootsverkehr war nun zunächst nicht mehr möglich. Im Zuge der Bodenreform wurden 147 Hektar Fläche enteignet und davon 145 Hektar neu aufgeteilt. 84 Bauern erhielten zusammen 34 Hektar, sieben Betriebe insgesamt 95 Hektar sowie 14 Altbauern weitere 17 Hektar. Die Zersplitterung führte auch in Groß Köris zur Gründung einer LPG Typ I im Jahr 1953, die 1956 in einen Typ III in Wilhelminenhof umgewandelt wurde. 1955 hatte sie sechs Mitglieder, die 32 Hektar landwirtschaftliche Nutzfläche bewirtschafteten. Die Bevölkerung baute den Ort in den 1950er Jahren wieder auf und eröffnete 1951 eine Jugendherberge.
In der Nähe von Klein Köris am Hölzernen See befand sich zu DDR-Zeiten das Zentrale Pionierferienlager „Enver Hodscha“. Trägerbetrieb war der VEB Elektrokohle Berlin-Lichtenberg. Am Großen Roßkardtsee gab es mit „Heinrich Rau“ seit 1952 ein weiteres Ferienlager. Hinzu kamen in der Hoch-Zeit sieben Ferienheime, beispielsweise das der Kabelwerke Oberspree. Neben diesen zentral gesteuerten Freizeiteinrichtungen entstanden – bevorzugt an den Uferlagen der Seen – zahlreiche Wochenendhäuser. Der Wassertourismus lebte wieder auf; zahlreiche Gaststätten warben um Urlauber und Touristen. 1950 gab es die Wohnplätze Ausbau mit dem Forsthaus Rankenheim, Künstlersiedlung und Wilhelminenhof. 1963 eröffnete eine neue Schule. Vorausgegangen waren zahlreiche Bemühungen, die bis in die 1950er Jahre reichten, auf Grund begrenzter Ressourcen an „Baukapazität und Baumaterial“ jedoch verschoben wurde. 1960 brannte eine Schulbaracke ab, so dass ein Neubau nunmehr zeitnah erfolgten musste. Im gleichen Jahr hatte die LPG Typ III bereits 22 Mitglieder und 98 Hektar Fläche. Daneben gab es eine LPG Typ I mit mittlerweile zehn Mitgliedern und 64 Hektar Fläche. 1968 schloss sich die LPT Typ III mit der LPG in Löpten zusammen. Klein Köris und Neubrück wurden am 1. März 1970 nach Groß Köris eingemeindet, Löpten kam am 26. Oktober 2003 hinzu. 1973 gab es im Ort den VEB Bau, das Kombinat Schlösser und Beschläge Döbeln mit dem Betriebsteil in Groß Köris, der VEB Mechanische Werkstätten sowie die Revierförstereien Groß Köris und Schwerin mit Sitz in Groß Köris.
Nach der Wende schlossen die Ferienheime, das zentrale Pionierlager und die Kinderferienlager. Der Tourismus brach ein und damit auch die Arbeitsplätze zahlreicher Einwohner von Groß Köris. Zur Förderung des Tourismus gründete sich bereits 1992 ein Tourismusverein, der Vorläufer des Schenkenlandtourist e. V. Hotels wurden modernisiert, Pensionen warben wieder um Besucher. 1993 eröffnete in der Nähe des Bahnhofs ein Discounter, der im Jahr 2000 um eine Tankstelle erweitert wurde. 1996 gründete sich der Camping-Club Schweriner See e. V., der sich erfolgreich gegen die Schließung des Zeltplatzes eingesetzt hatte. Seit 1998 steht der Bevölkerung eine Mehrzweckhalle zur Verfügung.

### 21. Jahrhundert

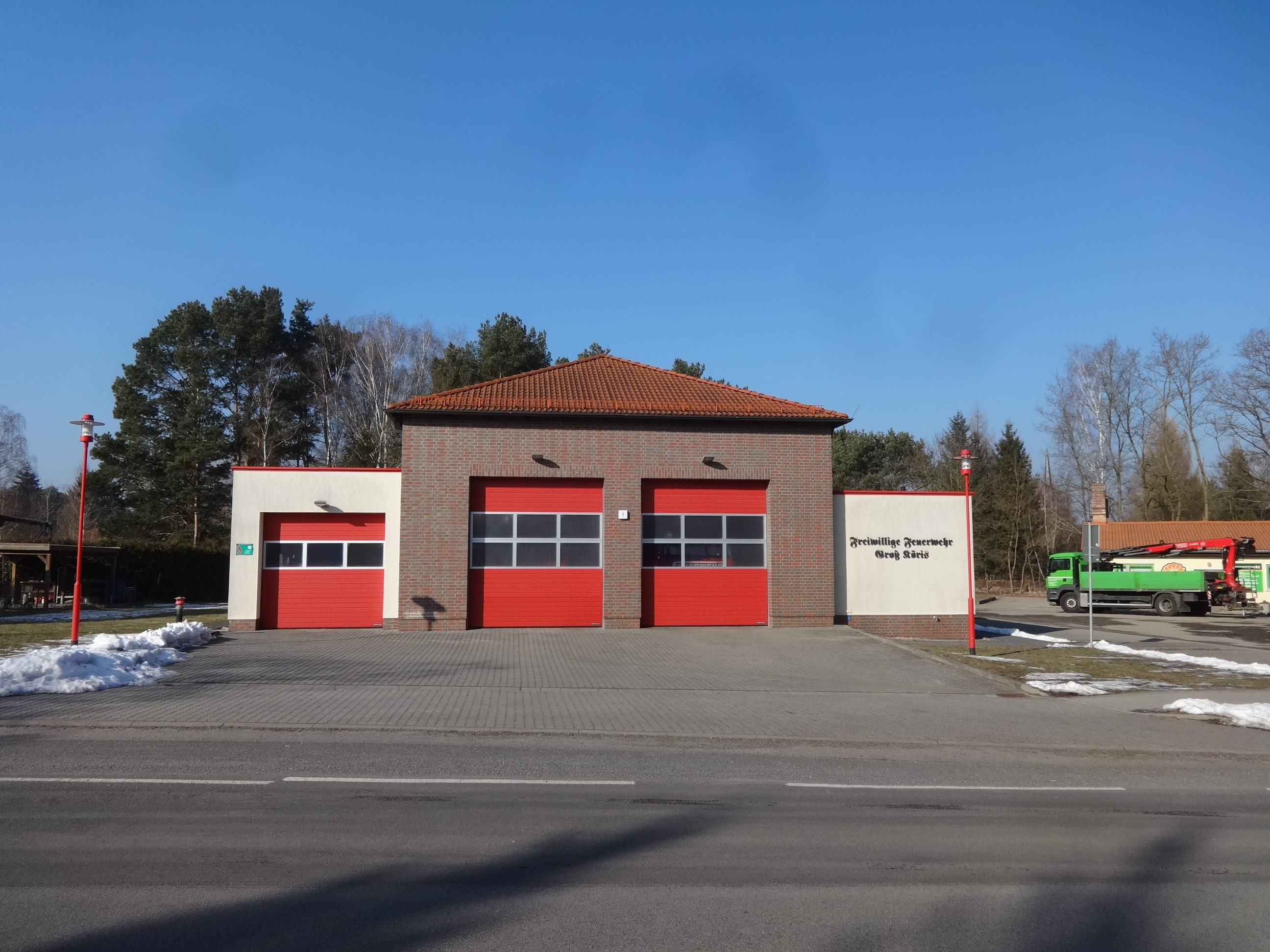
Neubau der Freiwilligen Feuerwehr Groß Köris

2002 entstand ein Radweg zwischen Groß Köris und Klein Köris und damit eine durchgehende Verbindung vom Bahnhof bis nach Löpten. Die Freiwillige Feuerwehr kann seit dem Jahr 2005 ihr neues Feuerwehrhaus nutzen.

### Verwaltungsgeschichte
Groß Köris gehörte seit 1836 zum Kreis Teltow in der Provinz Brandenburg und ab 1952 zum Kreis Königs Wusterhausen im DDR-Bezirk Potsdam. Seit 1993 liegt die Gemeinde im brandenburgischen Landkreis Dahme-Spreewald.

## Bevölkerungsentwicklung
| Jahr | Einwohner |
| ---- | --------- |
| 1875 | 0 384     |
| 1890 | 0 455     |
| 1910 | 0 685     |
| 1925 | 0 886     |
| 1933 | 0 928     |
| 1939 | 1 048     |

| Jahr | Einwohner |
| ---- | --------- |
| 1946 | 1 290     |
| 1950 | 1 425     |
| 1964 | 1 393     |
| 1971 | 2 117     |
| 1981 | 1 889     |
| 1985 | 1 874     |

| Jahr | Einwohner |
| ---- | --------- |
| 1990 | 1 747     |
| 1995 | 1 708     |
| 2000 | 1 863     |
| 2005 | 2 248     |
| 2010 | 2 326     |
| 2015 | 2 253     |

| Jahr | Einwohner |
| ---- | --------- |
| 2020 | 2 371     |
| 2021 | 2 366     |
| 2022 | 2 554     |
| 2023 | 2 575     |
| 2024 | 2 623     |

Gebietsstand des jeweiligen Jahres, Einwohnerzahl: Stand 31. Dezember (ab 1991), ab 2011 auf Basis des Zensus 2011, ab 2022 auf Basis des Zensus 2022

## Religion
21 % der Einwohner von Groß Köris sind evangelisch, 3 % katholisch. Die evangelische Kirchengemeinde Groß Köris mit ihrer Christuskirche gehört zum Kirchenkreis Zossen-Fläming der Evangelischen Kirche Berlin-Brandenburg-schlesische Oberlausitz. Die Katholiken sind der Pfarrei St. Trinitas in Lübben, Bistum Görlitz, zugeordnet, deren nächste Filialkirche St. Maria Stella Matutina in Schwerin ist.

## Politik

### Gemeindevertretung
Die Gemeindevertretung von Groß Köris besteht aus 12 Gemeindevertretern und dem ehrenamtlichen Bürgermeister. Die Kommunalwahl am 9. Juni 2024 führte bei einer Wahlbeteiligung von 68,2 % zu folgendem Ergebnis:
| Partei / Wählergruppe                              | Stimmenanteil | Sitze |
| -------------------------------------------------- | ------------- | ----- |
| Wählergruppe Feuerwehr, Tourismus und Vereinsleben | 24,6 %        | 3     |
| AfD                                                | 21,1 %        | 3     |
| Wählergruppe Zusammen die Zukunft gestalten        | 17,3 %        | 2     |
| Bürgerbündnis Köris                                | 13,3 %        | 2     |
| SPD                                                | 07,1 %        | 1     |
| CDU                                                | 06,2 %        | 1     |
| Bürgerbewegung Löpten                              | 04,2 %        | –     |
| FDP                                                | 03,7 %        | –     |
| BVB/Freie Wähler-Schenkenländchen                  | 01,6 %        | –     |
| Einzelbewerber Jörg Stegemann                      | 01,0 %        | –     |

### Bürgermeister
- 1998–2003: Margret Keller (CDU)[18]
- 2003–2008: Detlef Roggan[19]
- seit 2008: Marco Kehling[20]

Kehling wurde bei der Bürgermeisterwahl am 9. Juni 2024 ohne Gegenkandidat mit 84,0 % der gültigen Stimmen für eine weitere Amtszeit von fünf Jahren gewählt.

### Bürgerinitiativen
- BI für Errichtung und Ausbau von Schallschutzwänden an der Autobahn
- BI gegen den geplanten Trassenverlauf durch das Ortsgebiet
- BI „Keine Erdgasverdichteranlage in Groß Köris und im Naturpark Dahme-Heideseen“
- BI Plattform OPAL-SO-NICHT

## Sehenswürdigkeiten und Kultur

### Bauwerke
In der Liste der Baudenkmale in Groß Köris und in der Liste der Bodendenkmale in Groß Köris stehen die in der Denkmalliste des Landes Brandenburg eingetragenen Kulturdenkmale.
- Klappbrücke aus dem Jahr 1958, die die Vorläufer, u. a. die handbetriebene Zugbrücke über den Kanal zwischen dem Großen Moddersee und Schulzensee, ersetzte.[23] 1860 wurde bereits ein Brückenwärterhäuschen in einem historischen Ortslexikon erwähnt. Das Gebäude nutzte im 20. Jahrhundert ein Förster. Die Brücke wurde im April 1945 von deutschen Soldaten gesprengt. Anschließend gab es bis in die 1950er Jahre eine Notbrücke, die von Fußgängern genutzt wurde. Die Brücke von 1958 wurde bis 1977 von Hand betrieben.[24]
- Christuskirche im Heimatstil, die von Georg Büttner geplant und zwischen 1914 und 1916 von Hans Palm erbaut wurde.
- Die Oberförsterei Hammer ist ein Bauensemble aus dem 18. Jahrhundert. Nach einer denkmalgerechten Restaurierung in den 2000er Jahren sind die Gebäude Sitz der Landeswaldoberförsterei Hammer im Landesbetrieb Forst Brandenburg.
- Das Spritzenhaus wurde vermutlich im Jahr 1858 erbaut und diente als Aufbewahrungsort für eine Wasserdruckpumpe und eine Spritze. 2003 restaurierten Einwohner das Bauwerk.
- Sandrasen-Trockenflächen nordwestlich des Großen Roßkardtsees, die im Zuge eines LIFE-Projektes renaturiert wurden.
- Naturdenkmal Drei Eichen am Straßendreieck Pätzer- und Motzener Straße

### Museum
Germanische Siedlung in Klein Köris: Bei Erdarbeiten stießen Archäologen im Jahr 1976 auf die Reste einer Siedlung, die vom 2. bis 5. Jahrhundert bestand. Durch einen hohen Grundwasserspiegel waren viele hölzerne Gegenstände und Konstruktionen in einem guten Erhaltungszustand. Sie konnten bis 1995 gesichert werden. Gebäude, Brunnen und andere Einrichtungen wurden an originalen Standorten wieder aufgebaut. Das Museumsdorf wird vom Freilichtmuseum Germanische Siedlung Klein Köris e. V. betrieben.

### Drachenbaum

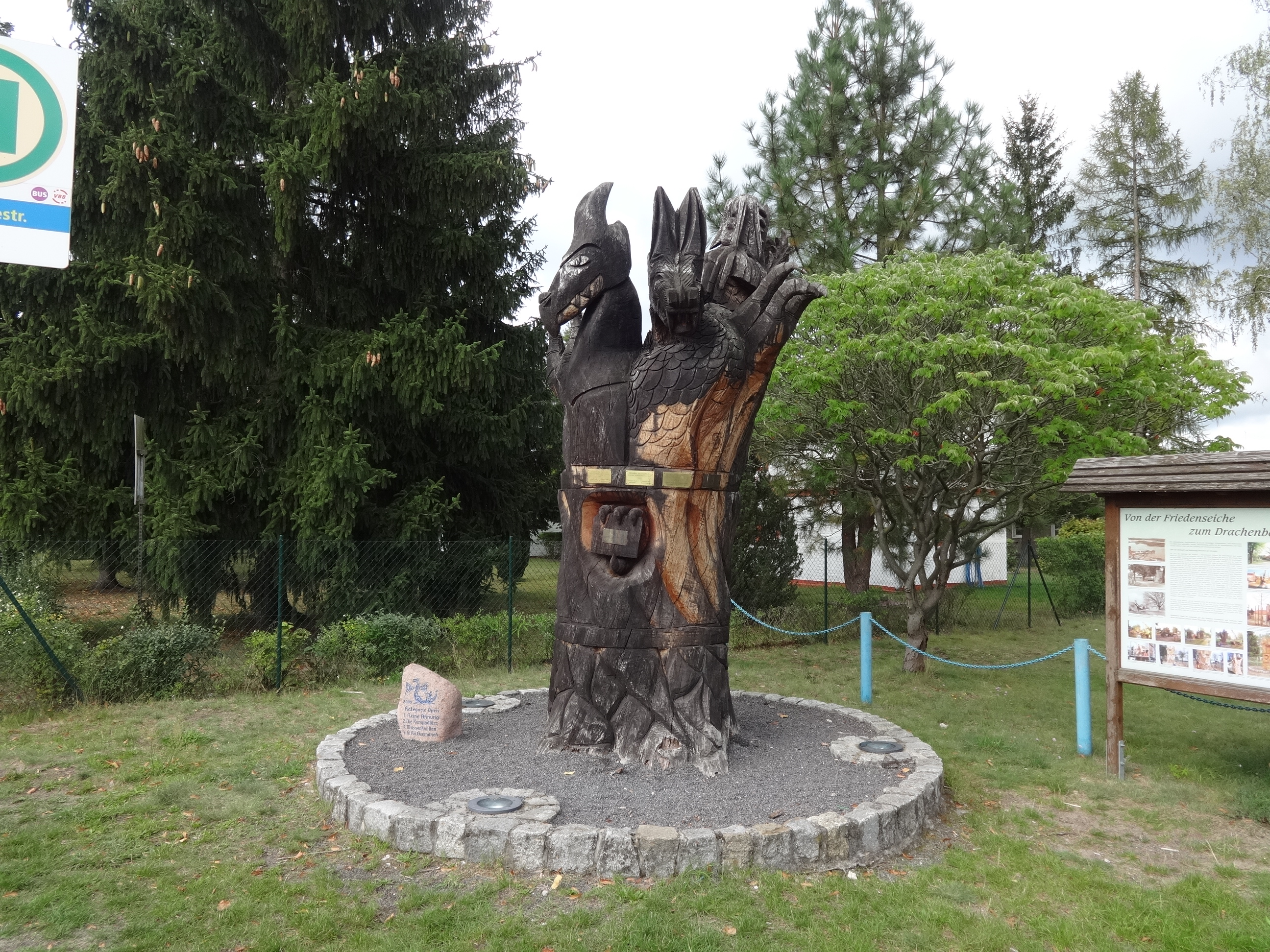
Drachenbaum in Klein Köris

Nach dem Ende des Deutsch-Französischen Krieges wollte die Bevölkerung in Klein Köris wie in anderen Orten eine Friedenseiche pflanzen. Da sie sich über den Standort nicht einigen konnten, pflanzte eine Gruppe einen Baum an einen Platz an der Schule und eine weitere Gruppe einen anderen Baum vor dem Spritzenhaus. Die Eiche an der Schule wurde zur „offiziellen“ Friedenseiche erklärt. Der zweite Baum wuchs jedoch stärker, bis er in den 1990er Jahren aus Altersgründen gefällt werden musste. Aus dem Holz schufen die Motorsägenkünstler Thomas Hartmann, Gilbert Biek, Lorenz Tacke, Edgar Krieg und Christian Wehner den Drachenbaum, der an die seit 2003 stattfindenden Drachenbootrennen erinnert.

### Naturschutzgebiet und Seen

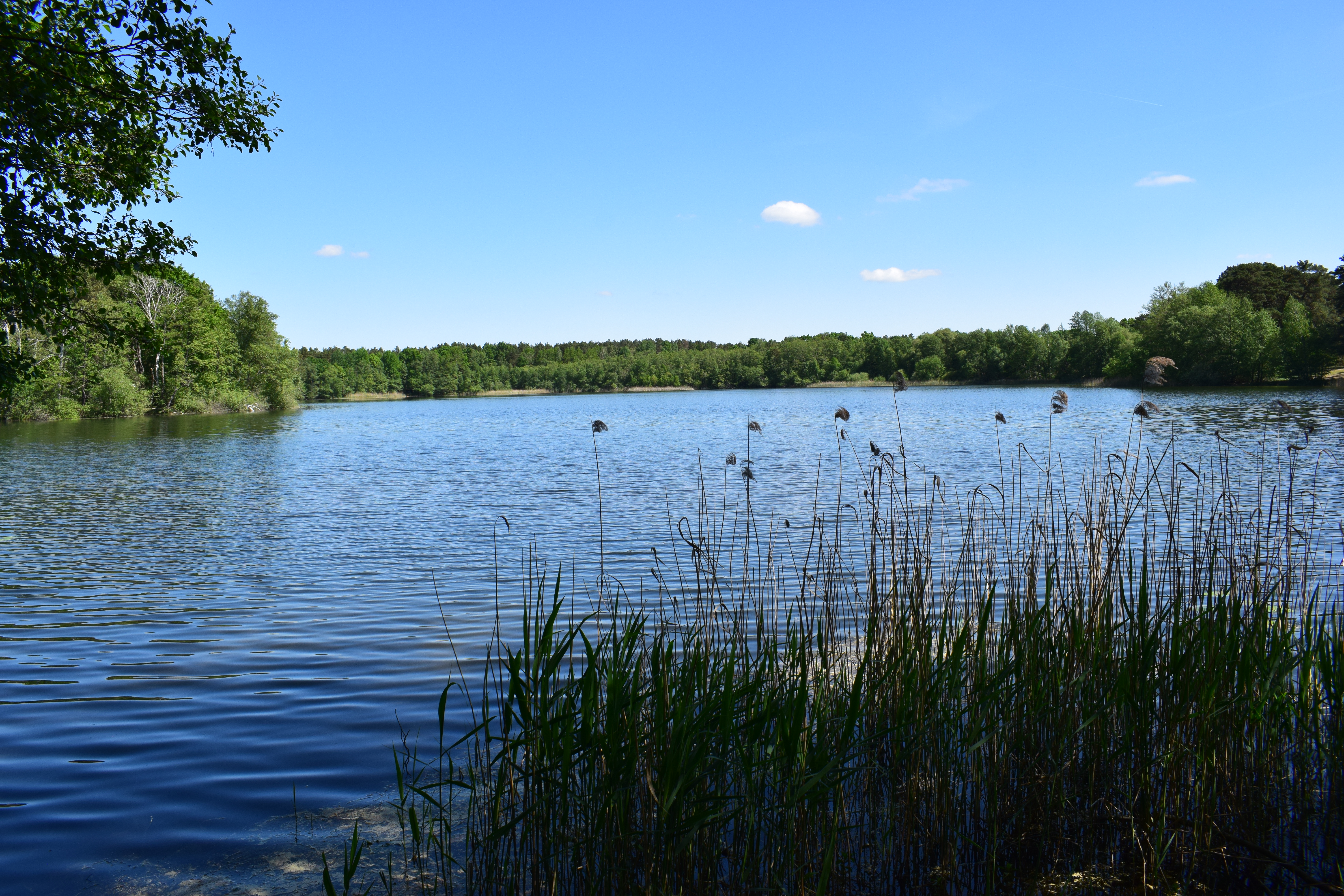
Großer Roßkardtsee

Südlich von Groß Köris befinden sich die Wustrickwiesen, die zum Naturschutzgebiet Löptener Fenne–Wustrickwiesen gehören. Die Wiese befindet sich im Südosten der Gemeinde und wird östlich von der Bahnstrecke begrenzt. Sie ist von einem Wanderweg einsehbar, die in südöstlicher Richtung entlang des Naturschutzgebietes verläuft. Auf der Gemarkung der Gemeinde liegen weiterhin der Große und der Kleine Roßkardtsee sowie der Güldensee. Im Ortsteil Löpten existiert in der Löptener Fenne ein Verlandungsmoor, das Teil einer Schmelzwasserrinne aus der letzten Eiszeit ist.

### Regelmäßige Veranstaltungen
Seit 1980 feiert Groß Köris ein Backofenfest, bei dem alljährlich im Sommer der große Backofen angefeuert wird. Außerdem wird in jedem Jahr Fastnacht, Rosenbaum, Neptunfest, Herbstparty und Weihnachtsmarkt an den „drei Eichen“ gefeiert.

### Vereine
- Fest- und Traditionsverein Groß Köris
- Freilichtmuseum Germanische Siedlung Klein Köris e. V.
- Freiwillige Feuerwehr Groß Köris
- Heimatverein Klein Köris
- Partnerschaftsverein „Die Brücke“

## Wirtschaft und Infrastruktur

### Verkehr

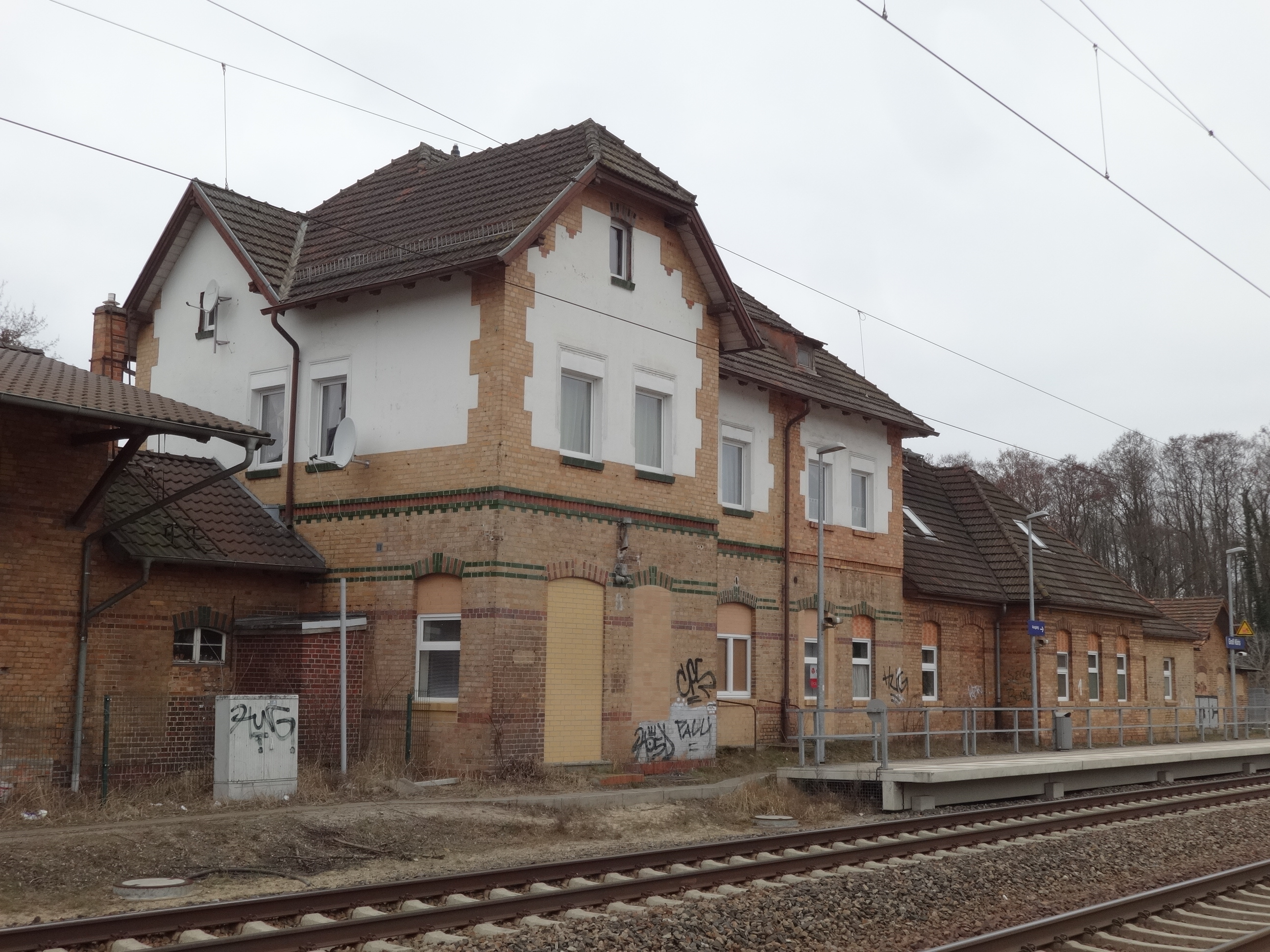
Bahnhof Groß Köris

Groß Köris liegt direkt an der gleichnamigen Anschlussstelle (4) der Bundesautobahn 13 (Berlin–Dresden). Die Bundesstraße 179 (Königs Wusterhausen–Märkisch Buchholz) und die Landesstraße L 742 (Teupitz–Klein Köris) verlaufen durch das Gemeindegebiet.
Der Bahnhof Groß Köris (1897 eröffnet) befindet sich an der Bahnstrecke Berlin–Görlitz und wird von der Regionalbahnlinie RE 7 (Bad Belzig–Berlin–Senftenberg) bedient.

### Sport
Der Sportverein Teupitz/Groß Köris hat etwa 300 Mitglieder und ist in 7 unterschiedliche Abteilungen gegliedert: Fußball, Handball, Tischtennis, Tennis, Volleyball und zwei Gymnastikabteilungen.

## Persönlichkeiten
- Jenny Jaeger (1909–1986), Jongleurin, lebte in Groß Köris
- Rolf Herricht (1927–1981), Schauspieler, lebte in Groß Köris
- Manfred Heinemann (* 1941), Politiker (CDU), in Groß Köris geboren
- Andreas Scheffler (* 1966), Autor, lebt in Groß Köris